# Naubolus sawayai
Naubolus sawayai là một loài nhện trong họ Salticidae.
Loài này thuộc chi Naubolus. Naubolus sawayai được Ilka Maria Fernandes Soares & Hélio Ferraz de Almeida Camargo miêu tả năm 1948.